# Abagrotis erratica
Abagrotis erratica is een vlinder uit de familie van de uilen (Noctuidae). De wetenschappelijke naam van de soort is voor het eerst geldig gepubliceerd in 1890 door Andrew Smith.